# کووک لنگ بنگ
کووک لنگ بنگ (انگلیسی: Kwek Leng Beng؛ زادهٔ ۱۹۴۱) کارآفرین و سرمایه‌دار اهل سنگاپور است.